# James Cox (Regisseur)
James Cox (* 5. Februar 1975) ist ein US-amerikanischer Regisseur.
Noch als Student an der New York University drehte Cox 1999 den Kurzfilm Atomic Tabasco. Für den Streifen erhielt er im gleichen Jahr beim Sundance Film Festival eine ehrende Erwähnung. Bei den US-amerikanischen Student Academy Awards wurde er in der Kategorie Alternative mit der Bronzemedaille ausgezeichnet.
Der Kurzfilm zog das Interesse der Produzenten aus Hollywood auf sich und Cox erhielt für den Film Highway ein Budget von 14 Millionen US-Dollar. Nach einigen Episoden für die Fernsehserie Dead Last schrieb und drehte er 2003 zusammen mit Captain Mauzner den Film Wonderland.
2005–2009 drehte er für die russische Popband t.A.T.u. sieben Videos, unter anderem auch das zur Comeback Single All About Us.

## Filmografie
- 1999: The Rock Star
- 2002: Highway
- 2003: Wonderland
- 2013: Straight A's
- 2018: Billionaire Boys Club